# The Brilliant Green
The Brilliant Green (officiellement écrit en minuscules : the brilliant green) est un groupe pop rock japonais.

## Histoire
Le groupe est créé en 1995, alors composé de la chanteuse Tomoko Kawase, du bassiste et leader Shunsaku Okuda (en), et du guitariste Ryo Matsui. Il sort son premier disque en 1997 chez Sony Music Entertainment Japan, et rencontre le succès dès l'année suivante avec le tube There will be love there -Ai no Aru Basho-, no 1 des charts Oricon.
Après quatre albums et plusieurs autres no 1, les ventes de ses disques commençant à baisser, le groupe cesse ses activités en 2002, sans toutefois se séparer officiellement. Les membres poursuivent des activités artistiques chacun de son côté, Tomoko Kawase avec succès en tant que Tommy February6 puis Tommy Heavenly6, et Matsui en tant que Meister. En 2003, Kawase et Okuda se marient.
Le groupe reprend finalement ses activités en 2007 pour fêter son dixième anniversaire, après une pause de cinq ans, en parallèle avec les activités de Kawase en solo. En 2009, il change de label pour Warner Music Japan. En mai 2010, Ryo Matsui annonce son départ. Le groupe sort encore trois disques en duo dans l'année, avant de cesser ses sorties... En 2012, Kawase participe en parallèle au groupe temporaire Halloween Junky Orchestra de Hyde.

## Membres
- Tomoko Kawase (川瀬智子?, née le 6 février 1975) : chant
- Shunsaku Okuda (奥田俊作?, né le 11 juillet 1971) : basse
- Ryo Matsui (松井亮?, né le 11 février 1972) : guitare (part en 2010)

## Discographie

### Albums
1. the brilliant green (19 septembre 1998)
2. TERRA2001 (8 septembre 1999)
3. Los Angeles (1er janvier 2001)
4. THE WINTER ALBUM (4 décembre 2002)
5. BLACKOUT (15 septembre 2010)

Album de reprises
1. The Swingin' Sixties (23 juillet 2014)

Compilation
1. the brilliant green complete single collection '97-'08 (20 février 2008)

### Singles
1. Bye Bye Mr. Mug (21 septembre 1997)
2. goodbye and good luck (1er décembre 1997)
3. There will be love there -Ai no Aru Basho- (愛のある場所?) (13 mai 1998)
4. Tsumetai Hana (冷たい花?) (26 août 1998)
5. Sono Speed de (そのスピードで?) (27 janvier 1999)
6. Nagai Tameiki no You ni (長いため息のように?) (10 mars 1999)
7. Ai no♥Ai no Hoshi (愛の♥愛の星?) (18 août 1999)
8. CALL MY NAME (22 septembre 1999)
9. BYE! MY BOY! (1er décembre 1999)
10. Hello Another Way -Sorezore no Basho- (...それぞれの場所?) (31 mai 2000)
11. angel song -Eve no Kane- (イヴの鐘?) (15 septembre 2000)
12. Forever to me ~Owari Naki Kanashimi~ (終わりなき悲しみ?) (24 avril 2002)
13. Rainy days never stays (31 juillet 2002)
14. I'M SO SORRY BABY (9 octobre 2002)
15. Stand by me (22 août 2007)
16. Enemy (12 décembre 2007)
17. Ash Like Snow (6 février 2008)
18. LIKE YESTERDAY (24 février 2010)
19. Blue Daisy (30 juin 2010)
20. I Just Can't Breathe... (18 août 2010)

### Vidéos
1. the brilliant green clips (1er mars 1999)
2. SUPER TERRA 2000 (1er avril 2000)
3. Los Angeles clips 2 (1er janvier 2001)
4. the brilliant green Music Video Collection '98-'08 (20 février 2008)